# Saint-Gervais-de-Vic
Saint-Gervais-de-Vic är en kommun i departementet Sarthe i regionen Pays de la Loire i nordvästra Frankrike. Kommunen ligger i kantonen Saint-Calais som tillhör arrondissementet Mamers. År 2022 hade Saint-Gervais-de-Vic 392 invånare.

## Befolkningsutveckling
Antalet invånare i kommunen Saint-Gervais-de-Vic
| Referens: INSEE |